# Aesculus bushii
Aesculus bushii är en kinesträdsväxtart som beskrevs av Camillo Karl Schneider. Aesculus bushii ingår i släktet hästkastanjer, och familjen kinesträdsväxter. Inga underarter finns listade i Catalogue of Life.